# María Pascual Ferrández
María Pascual Ferrández (Elche, 7 de junio de 1901 - Elche, 4 de marzo de 1996) fue una pedagoga española.

## Biografía
Era la mayor de cuatro hermanos e hija de José Pascual Urbán, licenciado en Filosofía y Letras, director del Instituto de Lorca (Murcia) y máximo defensor del carlismo -entonces llamado jaimismo-, durante el primer tercio del siglo XX en Elche. Fue también director propietario de La Defensa (1911-1931), semanario carlista primero y defensor de la Dictadura de Primo de Rivera, en la que en una ocasión al menos colaboró su hija María con un artículo titulado «El Misterio en la pintura» , donde reclamaba que se investigara todo lo relacionado con el Misterio de Elche. Su madre, Manuela Fernández Sánchez, murió a los 35 años de edad, en 1913.
María Pascual fue una de las primeras ilicitanas que cursó el bachillerato -con Magdalena Chorro Juan-, estudios que finalizó en octubre de 1924 con premio extraordinario una vez superada la reválida. Realizó los estudios de Filosofía y Letras y se licenció en junio de 1927. Obtuvo el doctorado igualmente. La prensa ilicitana la destacó como la primera universitaria de la ciudad. Colaboró con al menos tres semanarios (La Defensa, Elche y La Opinión). En Lorca, en el mismo Instituto donde su padre ejercía la dirección, se incorporó como profesora auxiliar de la sección de Letras.
Durante la Segunda República, una vez creado el Instituto de Segunda Enseñanza de Elche, se incorporó a él como catedrática interina de Lengua Española y Literatura (orden de 21 de enero de 1932), con un sueldo anual de 4000 pesetas, y del que fue, además, la primera directora. Tras la Guerra Civil, cuando se cerró el Instituto de Elche, ejerció su profesión en Alicante hasta la jubilación, y se convirtió en toda una institución en esta ciudad.
Murió con 95 años, el 4 de marzo de 1996.